# Рингебройг, Карл Иоганн-Христиан
Рингебройг, Карл (нем. Johann-Christian Ringebroig; 4 октября 1754 — 11 (23) ноября 1802) — российский учёный-медик, доктор медицины, профессор. Первый председатель ИМХА (1800—1802).

## Биография
Родился 4 октября 1754 года[по какому календарю?] в Вестфалии, герцогства Саксонии.
До 1774 года обучался на медицинских факультетах в Галле-Виттенбергском, Гёттингенском и Йенском университетах. Автор сочинений об оспе, кори, моровой язве.
В 1783 году получил право врачебной практики в России и до 1787 года служил в должности губернского врача в городе Фридрихсгам в составе Выборгского наместничества. С 1787 по 1799 год находился в Кронштадтском медико-хирургическом училище в качестве профессора «ботаники, материи-медики и химии».
В 1799 году был приглашён в ИМХА для преподавания судебной медицины и мateria medica. В 1780 году ему было присвоена степень доктор медицины, а в 1787 году учёное звание профессор по кафедре материи медики, повивального искусства и судной врачебной науки. С 1799 по 1802 год был первым в Российской империи руководителем кафедры материи-медики и судной врачебной науки, основателем систематического курса фармации и организатором практических занятий по фармации в аптеках морского и сухопутного военных госпиталей.
С началом заседаний конференции 21 сентября 1800 года был избран «председательствующим в конференции <профессоров>, как старший по службе».
Скончался 11 (23) ноября 1802 года в Петербурге, похоронен на Волковом кладбище.